# Dorgali
Dorgali (Durgali in sardo) è un comune italiano di 8 237 abitanti della provincia di Nuoro. Con la sua superficie di 226,54 km² è l'ottavo comune della Sardegna, in ordine di estensione.

## Geografia fisica

### Territorio

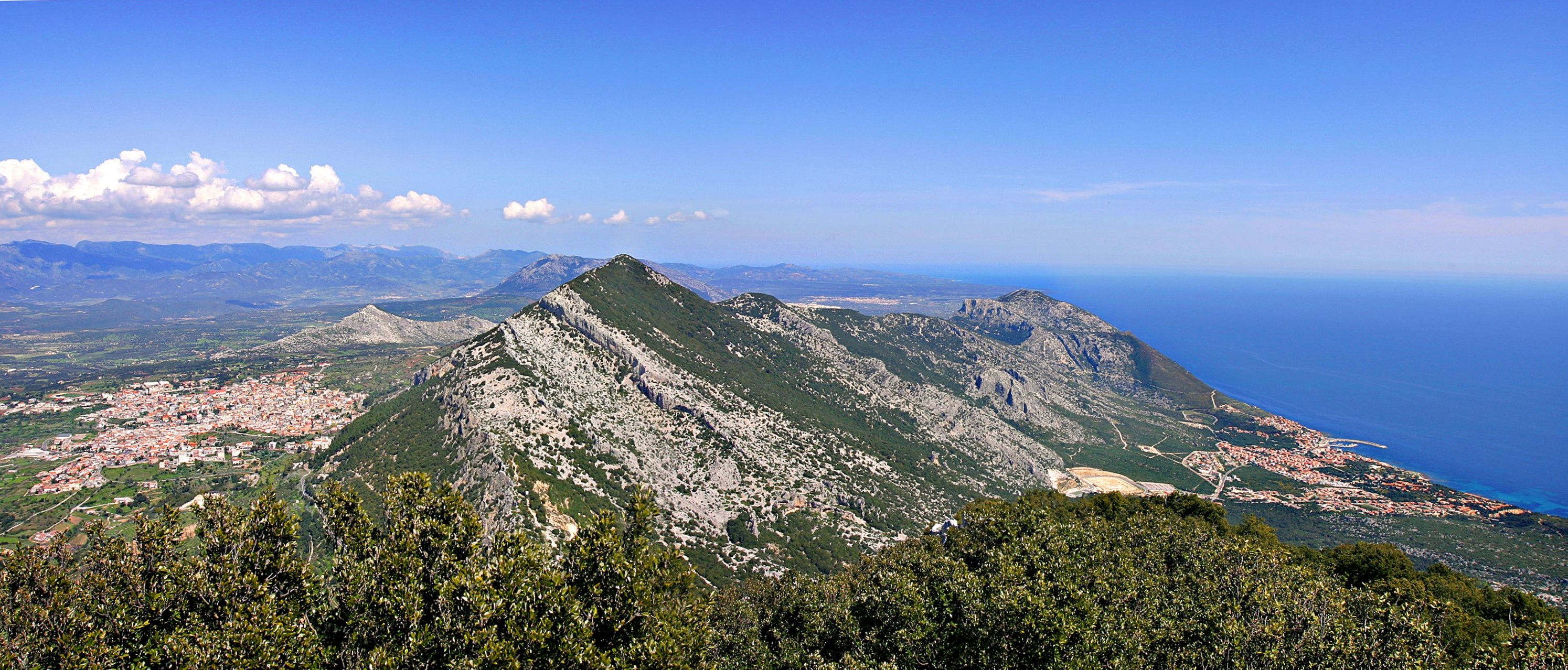
Veduta di Dorgali e Cala Gonone dal Monte Tului.

Dorgali è situato nella zona centro-orientale della Sardegna possiede un territorio di forma grosso modo rettangolare presentando un allungamento che si spinge all'interno verso Orune, per un'estensione di quasi 225 km2 comprendenti anche la grossa frazione di Cala Gonone. Il territorio comunale confina: a sud con i comuni di Baunei, Urzulei e Orgosolo, a ovest con Oliena, Nuoro, e Orune a nord con Galtellì, Lula e Orosei, mentre a est si affaccia sul Mar Tirreno. Un territorio tanto vasto quanto vario e morfologicamente complesso che si muove dalle coste basse e sabbiose o a falesia della baia di Cala Gonone, nel settore centrale del golfo di Orosei, agli altopiani, fino alle montagne del Supramonte, nell'entroterra, arrivando a toccare i 1086 m con Monte Oddeu. Il territorio è attraversato da numerosi torrenti e fiumi dei quali i più importanti sono il Rio Flumineddu, che scorre nella fertile valle di Oddoene, il Rio Isalle che scorre nell'altrettanto produttiva valle omonima e il Fiume Cedrino che grazie alla diga di Preda'e Othoni forma il grande lago artificiale di Iriai a pochi chilometri da Dorgali. Il centro urbano si stende nelle colline alle falde dei monti calcarei di Bardia (881 m s.l.m.) e Tului (911 m s.l.m) alla congiunzione dei quali una galleria assicura il collegamento con il paese di Cala Gonone a 8 chilometri dal capoluogo comunale, quattrocento metri più a valle. Le bellezze naturalistiche sparse per il territorio e anche il clima temperato e tipicamente mediterraneo hanno reso Dorgali e Cala Gonone una famosa meta turistica internazionale.
- Classificazione sismica: zona 4 (sismicità irrilevante), Ordinanza PCM n. 3274 del 20/03/2003[6]
- Classificazione climatica: zona C, 1360 GG[7]

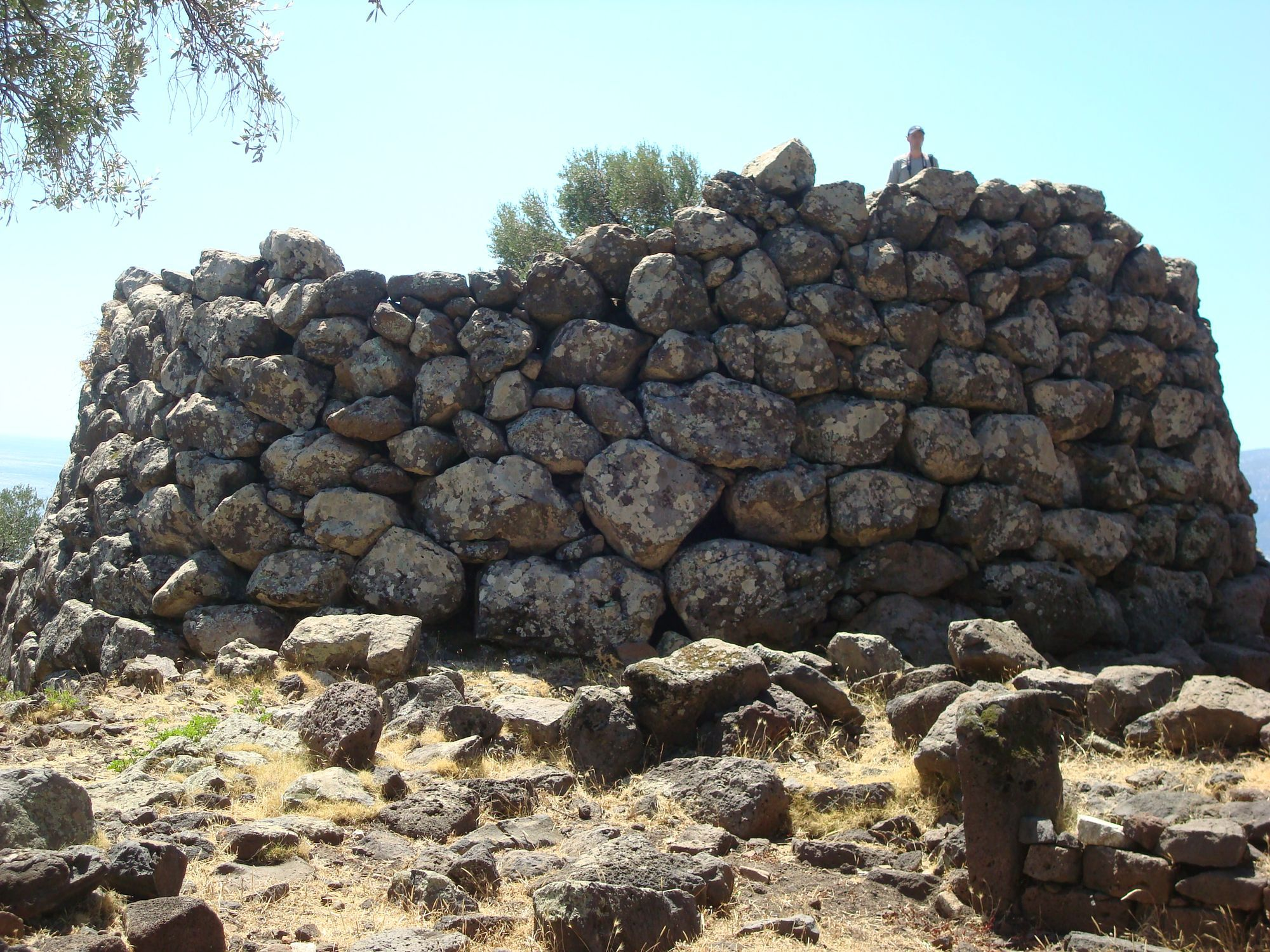
Nuraghe Mannu

## Origini del nome
Etimologicamente il nome deriva da "sorga", fonte. "Sorga" (fonte, sorgente) è, con il suo sostantivo "sorgal" (da cui "Castras Sorgal" o "Thorgal"), parola della lingua provenzale e catalana antica già usata dai monaci vittorini e lerinensi presenti a Dorgali. Unu durgalu, in dorgalese e in ollolaese, significa canale o luogo dell'acqua corrente. Una seconda ipotesi farebbe risalire il nome della città all'insediamento romano di Sulcalis (Thurcali).

## Storia

### Preistoria e storia antica

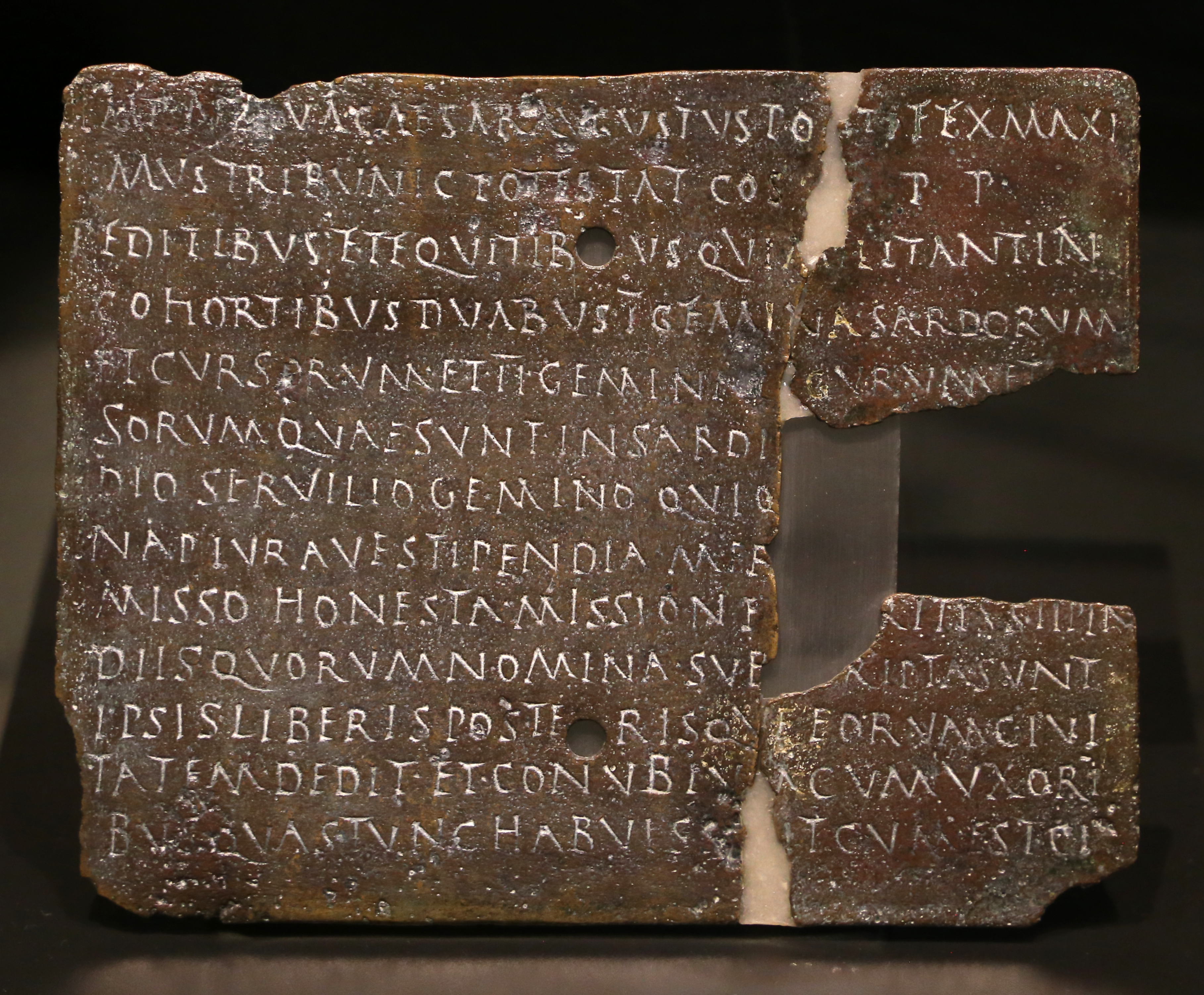
Diploma militare di congedo del soldato Tunila

Il territorio oggi interessato dall'amministrazione dorgalese era già densamente popolato in periodo prenuragico, nuragico, punico e romano.
Durante il periodo nuragico fu interessato dalla costruzione di innumerevoli nuraghi, come avvenne nella maggior parte del territorio della Sardegna. In seguito alla conquista dell'isola da parte dell'Impero Romano si svilupparono gli insediamenti romani di Thurcali e Cares la cui presenza è testimoniata dal ritrovamento del congedo bronzeo di Tunila (esposto nel Museo Nazionale di Cagliari) e la targa bronzea, del IV secolo d.C., della locale caserma dei vigili romani nel centro di Cares.

### Storia medievale
In seguito alla caduta dell'Impero romano d'occidente subentrò la giurisdizione bizantina che, tra alterne vicende legate agli attacchi costieri dei pirati barbareschi mussulmani, finì nel IX secolo.

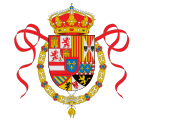
Bandiera dello Stato Spagnolo del 1713 allora ancora presente a Dorgali.

Durante il seguente periodo giudicale si instaurarono nel territorio, inviati dal papato, diversi ordini monastici, dei quali i primi ad arrivare furono i vittorini provenzali e, in seguito, i cistercensi, ai quali fu concessa la Franca di Jurifai, collocata tra i quattro giudicati (Torres, Cagliari, Gallura, Arborea) e parzialmente posta nell'agro di Dorgali, che faceva parte del Giudicato di Gallura, nella curatoria di Galtellì. La fine del Giudicato vide un breve periodo di dominazione sotto la Repubblica di Pisa, seguito dalla conquista dell'isola da parte degli aragonesi nel 1324 e proseguito con la dominazione castigliana dalla fine del secolo XIV, che si concluse nel 1713, quando la Sardegna, con il Trattato di Utrecht, fu ceduta prima all'Austria e poi, nel 1718, al Ducato di Savoia. La maggior parte dei villaggi esistenti in quell'epoca nell'agro dorgalese scompaiono nella seconda metà del XIV secolo.
L'ultimo paese a scomparire in ordine cronologico in agro dorgalese fu Torpee de S'Iscra de Garteddi scomparso nel 1610, dopo Isalle, che si estinse nel 1567.

### Storia moderna e contemporanea
Nel decennio che va dagli anni 1678 al 1688 Dorgali subì quella che può essere considerata la catastrofe più significativa della sua storia, l'epidemia di peste e la conseguente carestia che fecero ridurre la sua popolazione, allora di circa tremila abitanti, a meno della metà. Nel corso del '700 si ebbe una lenta ma costante ripresa, venne costruita la nuova chiesa di Santa Caterina e con lo sviluppo dei commerci, legato alle attività agricole e pastorali, si arrivò ai primi dell'800 a superare nuovamente la soglia dei tremila abitanti.
Con l'inizio del nuovo secolo iniziarono anche i veri e propri cambiamenti politici e sociali per Dorgali. Nel 1824 venne aperta la prima scuola comunale, prima infatti l'educazione veniva assicurata soltanto dal clero con una piccola scuola dei gesuiti e dalla parrocchia. Nel 1860 venne inaugurata la prima galleria e la strada per Cala Gonone, iniziarono così i rapporti commerciali anche con bastimenti stranieri. Con l'apertura dell'Orientale Sarda e con la costruzione del nuovo ponte sul Cedrino nel 1866 Dorgali sviluppò un florido commercio arricchendosi sempre di più, raggiungendo i quattromila abitanti, ponendo fine a quell'isolamento che lo aveva caratterizzato per diversi secoli. L'importanza sia economica che politica del centro si vide anche nel 1842 quando nella definizione dei confini dei territori comunali fece valere la sua forza creando quello che attualmente è l'ottavo comune della Sardegna per estensione.
Nel 1915 Dorgali, così come tutta l'Italia, venne investito dai tragici avvenimenti della prima guerra mondiale e 140 dei suoi cittadini persero la vita nei campi di battaglia. Dopo la fine della guerra con la costruzione della prima centrale elettrica sul Cedrino (1924) Dorgali poteva disporre dell'energia e della luce elettrica, venne aperto il nuovo traforo nel monte Bardia e costruita la nuova strada per Cala Gonone che già iniziava a diventare una località balneare molto apprezzata, inoltre venne costruito anche il nuovo caseggiato scolastico. Lo scoppio della seconda guerra mondiale fece vivere a Dorgali anni di estrema miseria e fame, 59 furono i caduti in questa guerra e in quelle precedenti di Abissinia e Spagna. La ripresa si ebbe solo a partire dagli anni '50 con lo sviluppo di quello che è diventato il motore trainante dell'economia della cittadina e cioè il turismo, che con le sue attività collaterali di artigianato ed edilizia ha messo le basi per l'attuale sviluppo economico e sociale di Dorgali e Cala Gonone.

### Simboli
- Le tre stelle sono un simbolo mariano, ricordano che uno degli antichi patroni di Dorgali è Santa Maria Madre di Dio. È riferito anche all'antica presenza (sec. XV) del Terzo Ordine Francescano (francescani conventuali).[16]
- I tre monti collocati alla base dell'albero sono un simbolo monastico[17]
- L'albero ricorda che Dorgali (già castro) era il riferimento (caposcolca) dei piccoli centri vicini dell'agro oggi scomparsi[18].

Il gonfalone è un drappo di giallo.

## Monumenti e luoghi d'interesse

### Architetture religiose

#### Chiese nel centro urbano

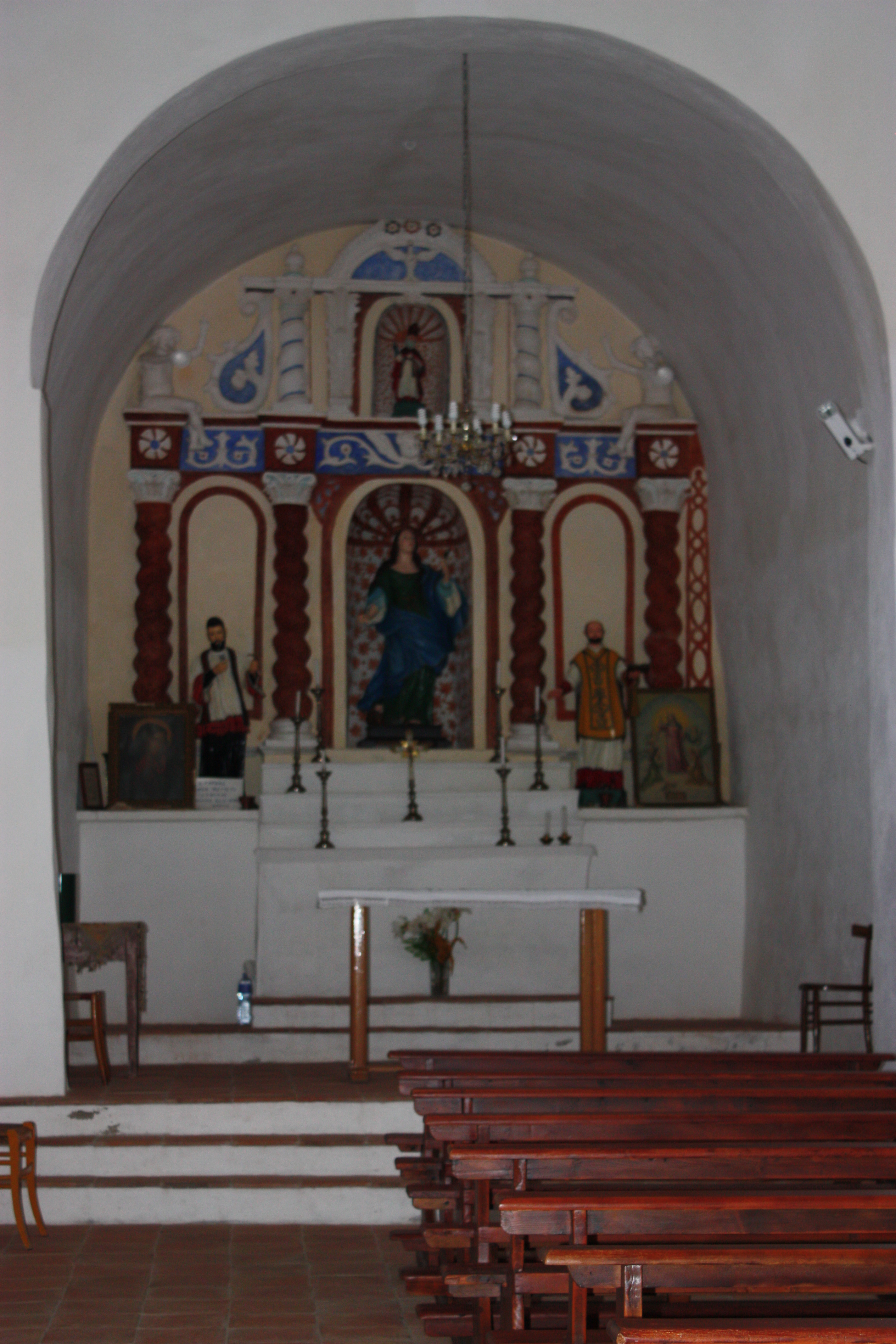
Chiesa di San Lucifero Vescovo. Lo stile è un barocco sardo.

- Parrocchia di Santa Caterina d'Alessandria[19] si trova nel quartiere di Sa Serra e fu nominata parrocchia negli ultimi anni del XVI secolo, seguendo a San Cornelio Cipriano. Nei pressi della chiesa, in periodo medioevale, era situato un cimitero.
- Chiesa di Sant'Antonio Abate nel quartiere di Sa Serra.
- Chiesa delle Grazie, nel XIII secolo era la chiesa parrocchiale del quartiere di Sa Serra-Sa Porta, ubicata di fronte alla chiesa, oggi scomparsa, dedicata a san Cornelio e Cipriano. Nel Medioevo la chiesa consisteva di una cappella più piccola sul lato est. Fu poi ampliata in periodo aragonese su un edificio preesistente. Sui muri a sud e a nord si nota l'antica posizione delle porte e delle scale degli edifici medioevali, oggi murate. Nel periodo giudicale era dedicata a Santa Maria del Castro e si trovava ad ovest della parte fortificata essendo conformata a torre (chiesa torraia). Era la chiesa della guardia giudicale. L'impostazione architettonica è riferibile ai templari[20]. La dedicazione a Maria della cappella della fortezza è un retaggio bizantino confermato dalla tradizione templare. La presenza di quest'ordine religioso poteva essere legato al traffico dell'argento delle miniere di Lula. La tradizione orafa dorgalese è nata con gli argentieri in periodo medioevale.
- Chiesa d'Itria e Monastero annesso del quartiere di Gorito, Nuestra Senora de Orito in periodo spagnolo (che sovrasta quella che oggi è l'odierna campagna di Sena).
- Chiesa di Nostra Signora del Carmelo o Madonna del Carmine e cellette del convento dei frati del quartiere di Gorito.
- Chiesa di San Lucifero Vescovo e Santa Maria Maddalena (in essa sono presenti i simulacri dei santi gesuiti: sant'Ignazio di Loyola e san Francesco Saverio e la Madonna dei Miracoli). Del XII secolo, ampliata nel 1646 e appartenente al quartiere di Sa Chejedda. Su due pilastri è rappresentato un croat moneta catalana del XIV secolo circolante in Sardegna. In via Eleonora è presente la struttura (casa Mariani) di un antico monastero di monache ("sa domo de sas monzas").
- Chiesa di San Lussorio del quartiere di Gonare.
- Chiesa dell'Angelo (Raffaele del quale c'è il simulacro con il piccolo discepolo Tobiolo o Tobia, ma anche Michele e Gabriele e l'Angelo della Guardia o Custode) e della Madonna di Bonaria e della Madonna del Natale (Nuestra Senora del Buen Ayre, spagnola, della quale c'è il simulacro e Notre Dame du Noel, francese) del quartiere di Gonare e i resti del monastero annesso retrostante. La festa viene chiamata dell'Angelo ed è quella degli angeli Raffaele, Michele e Gabriele il 29 di settembre. I locali chiamano semplificando la chiesa Madonna di Gonare o chiesa dell'Angelo ("cresia de S'Anzelu"). Notre Dame du Noel è francese di tradizione vittorina e in genere gli angeli nelle chiese vittorine attorniavano il simulacro di san Vittore. Non si può escludere che la chiesa in tempi antichi avesse al suo interno anche il simulacro di San Vittore. La vicina Via Bardia fino al 1800 era Via Badia perché raggiungeva l'antico monastero di Gonare collocato nell'isolato a monte di questa chiesa.
- Santa Lucia e monastero benedettino delle monache di clausura annesso, attualmente esistente in piazza Santa Lucia nel quartiere di Gonare. Nel monastero benedettino della chiesa di Santa Lucia sono ancora custoditi gli antichi simulacri di santa Cecilia e di san Lamberto (santu Lumbertu) di Liegi.

#### Chiese e architetture scomparse nel centro urbano

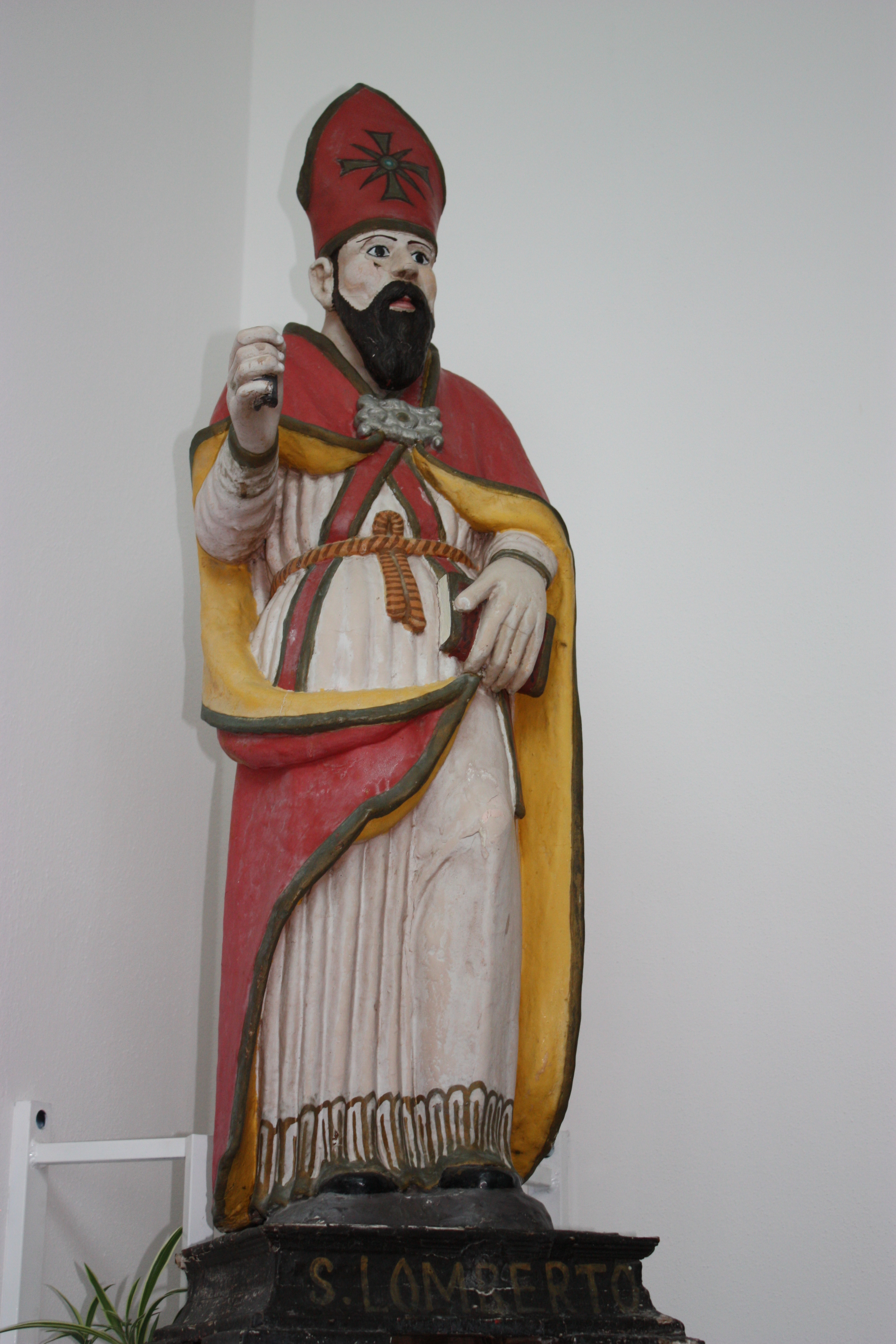
San Lamberto di Liegi (santu Lumbertu), XV secolo. In mano teneva la lancia del suo martirio. Sulla mitra è rappresentata la croce cistercense patente luminescente.

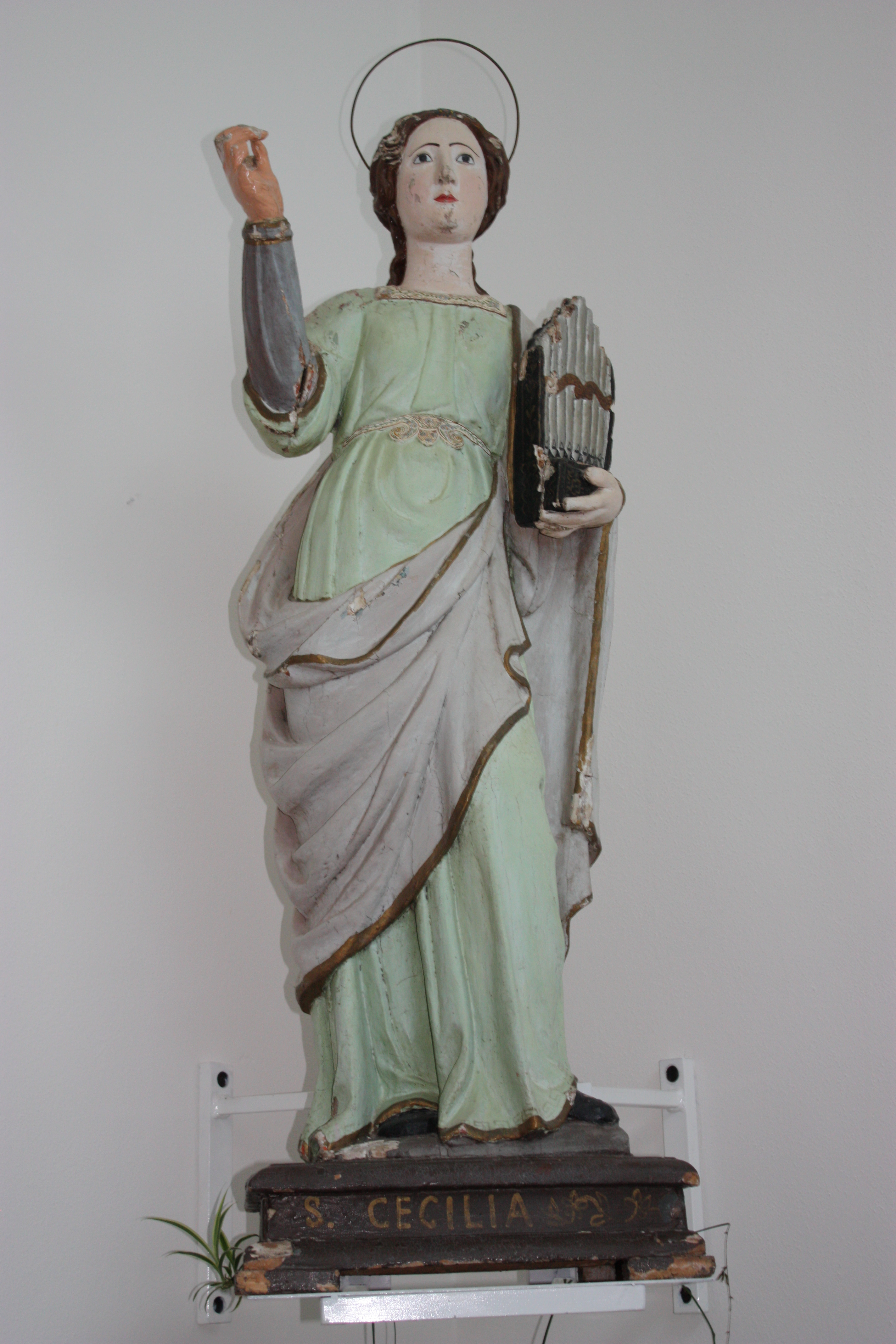
Simulacro di Santa Cecilia

Nel centro urbano sono apposte delle targhe ad identificare il luogo un tempo occupato da questi monumenti ora scomparsi.
- Chiesa di Santa Cecilia e San Lamberto di Liegi, santu Lumbertu, il cistercense francese Lamberto di Liegi (secondo il locale monastero trappista) o il santo cistercense francese Roberto di Molesnes (secondo il locale inventario parrocchiale redatto dal notaio dorgalese Sebastiano Mele nel XVII secolo), Era collocata in via Gonare, nel quartiere di Gonare. Esiste in una corte retrostante l'attuale chiesa di Gonare la struttura rovinosa ma è stata trasformata in casa di civile abitazione.
- Chiesa della Decapitazione di San Paolo Apostolo e dei Santi Eusebia Abadessa, Mauro Vescovo, questi ultimi due santi cistercensi francesi, e Bonaventura Dottore della Chiesa, già del borgo di Gonare (o Corevoca citata nel 1327), nell'isolato ricompreso tra via Lamarmora, incrocio con via Vittorio Emanuele e via Cerere incrocio con via Emilia. Queste due chiese (Santa Cecilia e San Paolo) erano collegate al monastero di Gonare.
- Chiesa dei Santi Cornelio e Cipriano, dotata di un campanile, di grandi dimensioni, fu parrocchia di Dorgali a partire dalla fine del XIV secolo e fino a tutto il XVI secolo, aveva un cimitero annesso ed era collocata nel quartiere di Sa Serra nel vecchio campo sportivo. San Cipriano era il patrono di Cartagine e questo testimonia l'antico legame commerciale e politico tra questa città africana e la costa dorgalese.
- Chiesa del Rosario (festa il 4 di settembre) e dell'omonima confraternita nel quartiere di Sa Porta in piazza Santa Caterina.
- Chiesa di Santa Croce e dell'omonima confraternita nel quartiere di Sa Porta in piazza Santa Caterina.
- Chiesa dei Santi Andrea (Sant'Andrea di Corte) e Marco (poi fu aggiunto in ultimo il simulacro di San Giovanni Battista, a volte rappresentato con un giglio (Su Lillu) in mano, dell'omonimo eremo quando lo stesso aveva cessato di esistere) nel quartiere di Sa Porta a piazza Su Cucuru.
- Chiesa dei Santi Nicola e Sebastiano di Sena in piazza dei Caduti già parrocchia nel XII secolo.
- Eremo e monastero di San Giovanni Battista (San Giovanni Battista "Su Lillu" o di Corte o di Lata) a "S'Eremu" in Via Dante, questo Eremo diede il nome al rio principale che passava a Corso Umberto e che attraversava a cielo aperto il paese fino alla seconda metà dell'Ottocento.
- Ospedale medioevale di Sant'Antonio in via Venezia, "Hospitalis Sancti Antoni", nel castro (ancora presente a Oristano, Bosa e Orosei con i quali quello coevo dorgalese era stato fondato da Padre Tibaldo nel sec. XIII).
- Romitorio e Convento nel castro di Sant'Antonio in via del Pellegrino (casa Tzinu Lai che custodisce il simulacro di San Salvatore del XIII secolo).
- Monastero delle monache francescane alcantarine a Gorito fondato nel 1614 (data incisa sull'architrave del convento prima che venisse recentemente demolito) in via Carlo Alberto (isolato di Potita).
- Castro di Dorgali (Su Crastu de Sant'Antoni oggi Sa Serra[21] ei Sa Porta e cioè tradotto in italiano le mura e la porta): le mura dell'antica fortificazione castrense di Dorgali correvano lungo le vie: Roma, Vittorio Emanuele (già "Sa Ruche 'Etza", qui vi era il lazzareto, perché in altri tempi era extra muros), Sassari, Montenero, Venezia (già Via di Buoncammino perché era presente fino agli anni settanta un'edicola con questo simulacro sul muro dell'antico ospedale), Pellegrino (nome riferito al Romitorio medioevale), piazza delle Grazie. Il decumano coincideva circa con via Garibaldi. La Porta (Sa Porta) principale rivolta a est era il principale accesso al castro fortificato ed era collocata nelle prossimità dell'attuale Via Vittorio Emanuele (esiste ancora accorpata ad un portico), e quindi nei pressi dell'antica Chiesa del Rosario e di quella di Santa Croce. I rii di Sa Lepora e di San Giovanni Battista fungevano da fossati naturali difensivi rispettivamente a nord e a sud dell'antico castro medioevale di Dorgali. La chiesa delle Grazie (già Santa Maria del Castro) e il grande santuario di San Cornelio e Cipriano erano collocati a Ovest sulla scarpata che aveva funzione difensiva.
- Antichi ponti sul rio San Giovanni Battista (attuale corso Umberto):
  - Ponte di "Su Ponte" (con archi in granito fu costruito nel 1870 con la Statale 125 in Via Lamarmora-piazza Marconi).
  - Ponte di "Su Rosariu" (era in legno in Via Vittorio Emanuele incrocio corso Umberto).
  - Ponte di "Su Rettore" (era in legno in Via del Popolo e Via Concordia incrocio corso Umberto).
  - Ponte di "'Emelone", o de Ghemelone o del Gimiglione (del pedaggio), era parte in legno e parte in muratura ubicato in Via del Popolo e Piazza dei Caduti incrocio corso Umberto, collegava Sena con il Castro.

Nell'agro vi sono chiese ancora esistenti, ruderi di antichi monumenti, chiese e monasteri, oggi scomparsi.

### Architetture civili
- Antica Casa dei Gesuiti Vico Carlo Alberto, XVII secolo.
- Monastero francescano in Via Mannu e Via Pace, XVII secolo.
- Casa degli Orfani dell'Ospedale di Sant'Antonio in Piazza di Sant'Antonio (edificio antico di fronte alla Chiesa di San'Antonio).
- Palazzo del Balivo (il capo locale dell'ordine ospedaliero antonita), XIII secolo. I ruderi sono ancora presenti a Sa Serra in Via Cagliari che ricomprendono anche un breve tratto delle mura in Via Roma al quale sono addossati, un sottopassaggio è presente da Via Cagliari per la Chiesa di Sant'Antonio.
- Casa di Effisio Demetrio Mele (allora Melis) Rettore di Mogoro dal 1698 al 1721 (Casa Lai-Biddiddu in Via Eleonora Sec. XVII).
- Lazzareto o Lebrosario, "Su Leporosariu" o "S'Ispidale de sos Leporosos", extra muros, oggi è la superficie ricompresa dall'area di sedime e dalle strutture di Casa Mereu in Via Galileo, Casa Macciotta in Via Vittorio Emanuele e Casa di Tziu Juann'Anghelu Lovicu in Via Sa Lepora, Via La Lebbra, (quest'ultima struttura era a tre piani ed è stata recentemente demolita). A Casa Mereu durante dei lavori di rifacimento effettuati nel 1843 dall'omonimo notaio fu trovato il sigillo di Padre Tibaldo (XIII secolo) descritto da Alberto Lamarmora assiduo frequentatore del paese. Il rio poi tombato in Via Galileo si chiamava Riu Sa Lepora.

### Architetture civili: le piazze
- Piazza "Su Cucuru": anticamente era la piazza dove aveva luogo il vecchio mercato all'aperto; in seguito venne adibita ad anfiteatro all'aperto dove tuttora si svolgono eventi pubblici. Tradizionalmente ci si riunisce qui il giorno della Domenica delle palme per ricevere la benedizione delle palme.
- Piazza "Santa Lucia": Accoglie il convento di clausura delle Suore benedettine; la loro presenza fu fortemente voluta da Don Meloni, parroco del paese nel periodo della scomparsa della Santa suor Maria Gabriella Sagheddu, originaria del paese. Fu per un breve periodo adibita a mercato ma poi venne a sua volta sostituita.
- Piazza "Sa Cudina": veniva usata per il mercato in tempi più recenti.
- Piazza "Le 4 fontane" (Funtana in sardo): grazie alla presenza delle fontane da sempre questa piazza permetteva agli abitatanti di prendere l'acqua. Nel 1994 fu commissionato all'artista Gianluigi Mele un'opera in ceramica che rende omaggio a Salvatore Fancello, artista dorgalese morto in giovane età.
- Piazza "Caduti sul lavoro": opera recente voluta dal sindaco Mario Angelo Giovanni Carta nel 2001 e commissionata ad un artista locale Antonio Fancello
- Piazza "Monumento" (Su Monumentu in sardo): fu costruita in seguito alla seconda guerra mondiale, al centro della piazza si erge una colonna in marmo dove sono riportati tutti i nomi dei dorgalesi che caddero nelle diverse guerre o furono dati per dispersi.

### Siti archeologici

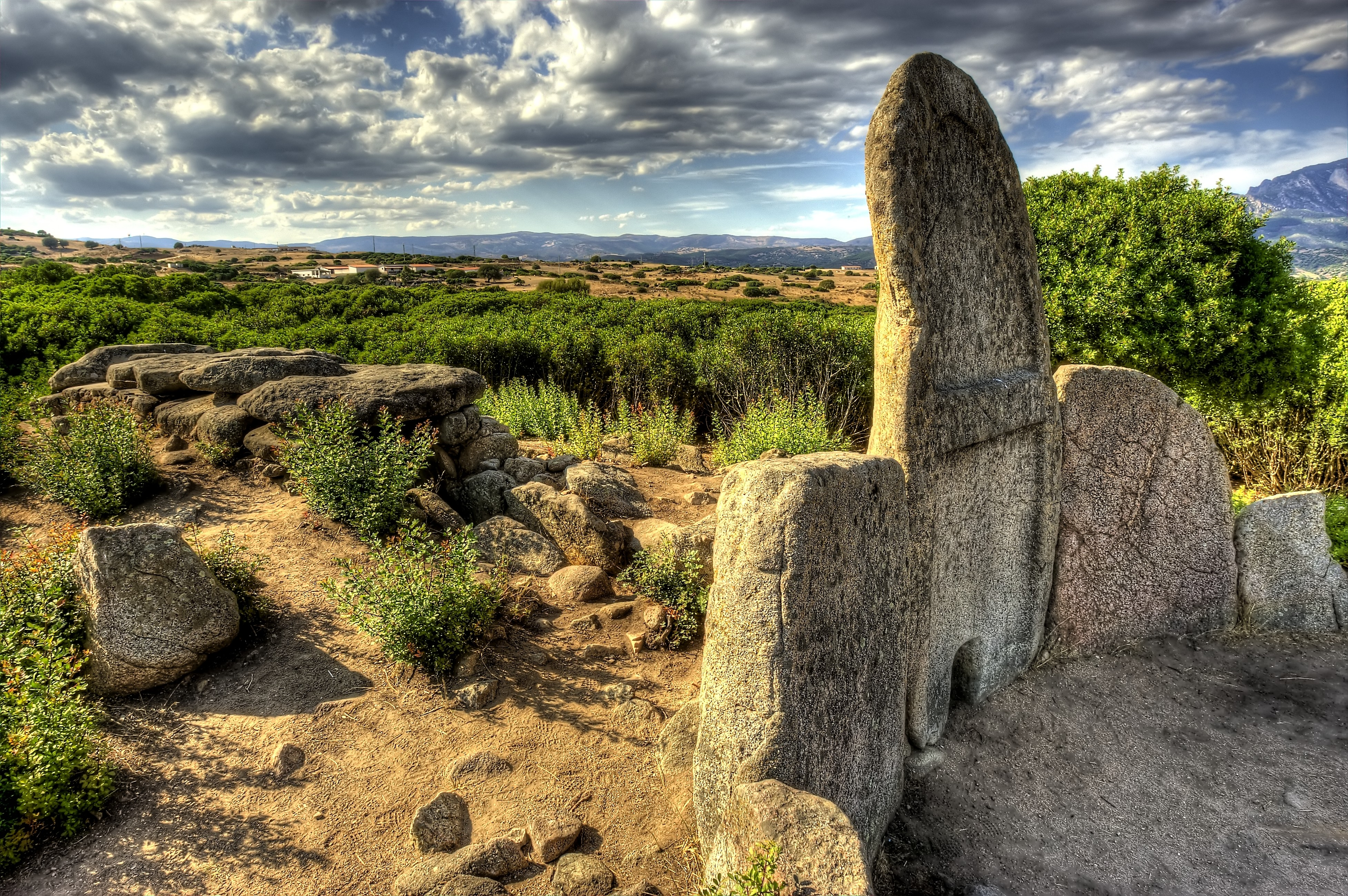
La tomba dei giganti di S'Ena e Thomes.

Nel territorio dorgalese e nelle sue vicinanze sono presenti numerosi siti archeologici visitabili:
- Il villaggio di Tiscali di epoca nuragica-romana.
- Il villaggio nuragico di Serra Orrios.
- Il villaggio nuragico punico romano e bizantino di Nuraghe Mannu.
- Vari nuraghi isolati.
- I menhir.
- I dolmen di basalto e calcare (fra i quali il Dolmen di Monte Longu)
- Le domus de janas.
- La tomba dei giganti di S'Ena e Thomes.
- Le cavità carsiche del Supramonte Marino, quali le grotte del Bue Marino, con interessanti petroglifi.
- La grotta di Ispinigoli con la stalagmite più alta d'Europa.

## Società

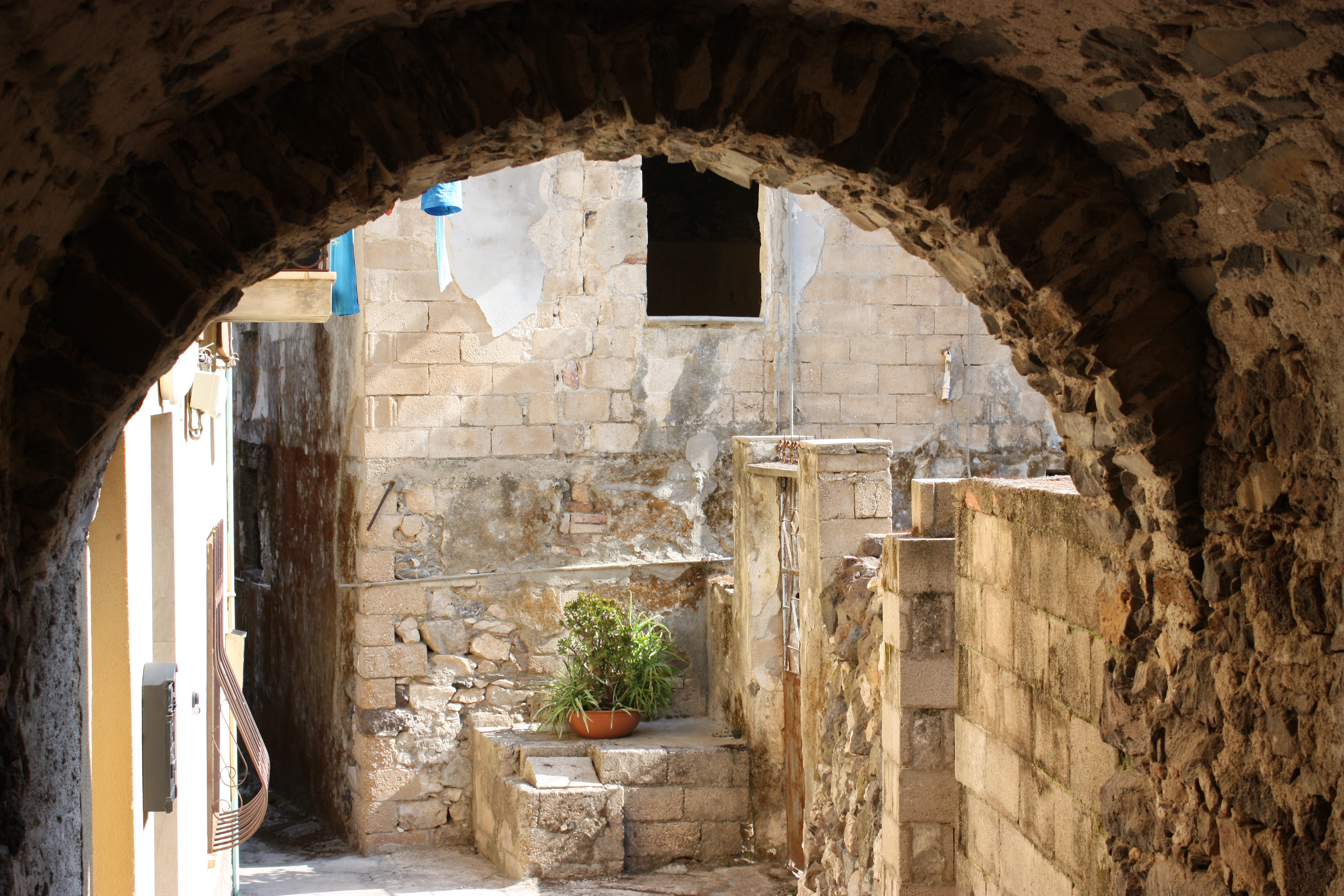
Via Goito a "s'Eremu"

Dorgali appartiene alla Barbagia di Nuoro ma è da sempre legato alla Barbagia di Ollolai e mantiene un legame particolare con gli altri centri del Supramonte. I legami con il vicino villaggio medioevale di Lollove, presso la località Isalle, a sette chilometri dal confine di Dorgali, sono di carattere religioso in quanto i dorgalesi vi si recano il 3 febbraio per la festa di san Biagio.

### Evoluzione demografica
Il centro di Dorgali conta circa 7 000 abitanti, ai quali vanno aggiunti i quasi mille e seicento della frazione marittima di Cala Gonone che negli anni del boom è riuscita a contenere anche 30.000 turisti. I locali chiamano quest'ultimo paese semplicemente Gonone.
Tra i residenti nel comune, in costante crescita negli ultimi anni, circa un centinaio di abitanti, per lo più svizzeri, risiedono nelle campagne di Filine (o S'Iffiline se si usa con l'articolo) dove si trovano case sparse al confine con l'agro di Urzulei. Case sparse abitate si trovano anche nelle campagne di Iscopidana (già "Scopeta" nel Medioevo), Mulattai-Icorè-Isportana (già "S'Armulanza" nel Medioevo), Sena, Oroviddo-Sa Costa, La Traversa di Iloghe. In quest'ultima località si trovano i ruderi delle chiese medioevali di San Basilio Magno e di San Giacomo Maggiore. Dorgali, in virtù della sua antica tradizione conventuale francescana, è gemellato con Castelvecchio Subequo (L'Aquila).
Abitanti censiti

### Etnie e minoranze straniere
Al 1º gennaio 2024 a Dorgali risultavano residenti 198 cittadini stranieri pari a poco più del 2% della popolazione totale. Le nazionalità più rappresentate erano:
- Romania
- Senegal
- Marocco
- Svizzera

### Lingue e dialetti
La variante del sardo parlata a Dorgali è quella nuorese; tuttavia, presenta dei caratteri che la avvicinano alle varietà barbaricine, nonché alcuni tratti originali, come ad esempio l'aspirazione di /k/ dopo vocale > [χ], ad es.: su cane [su ˈχanɛ] "il cane", pache [ˈpaχɛ] "pace". Soprattutto fra le generazioni più anziane, possiamo anche incontrare la realizzazione [ɦ]: pache [ˈpaɦɛ]. L'aspirata è l'evoluzione di /k/ intervocalica latina, sia in posizione singola (PACE(M) > pache [ˈpaχɛ, ˈpaɦɛ] che geminata (VACCA(M) > [ˈ(v)aχa, ˈ(v)aɦa]). Lo stesso fenomeno si verifica anche a Urzulei.

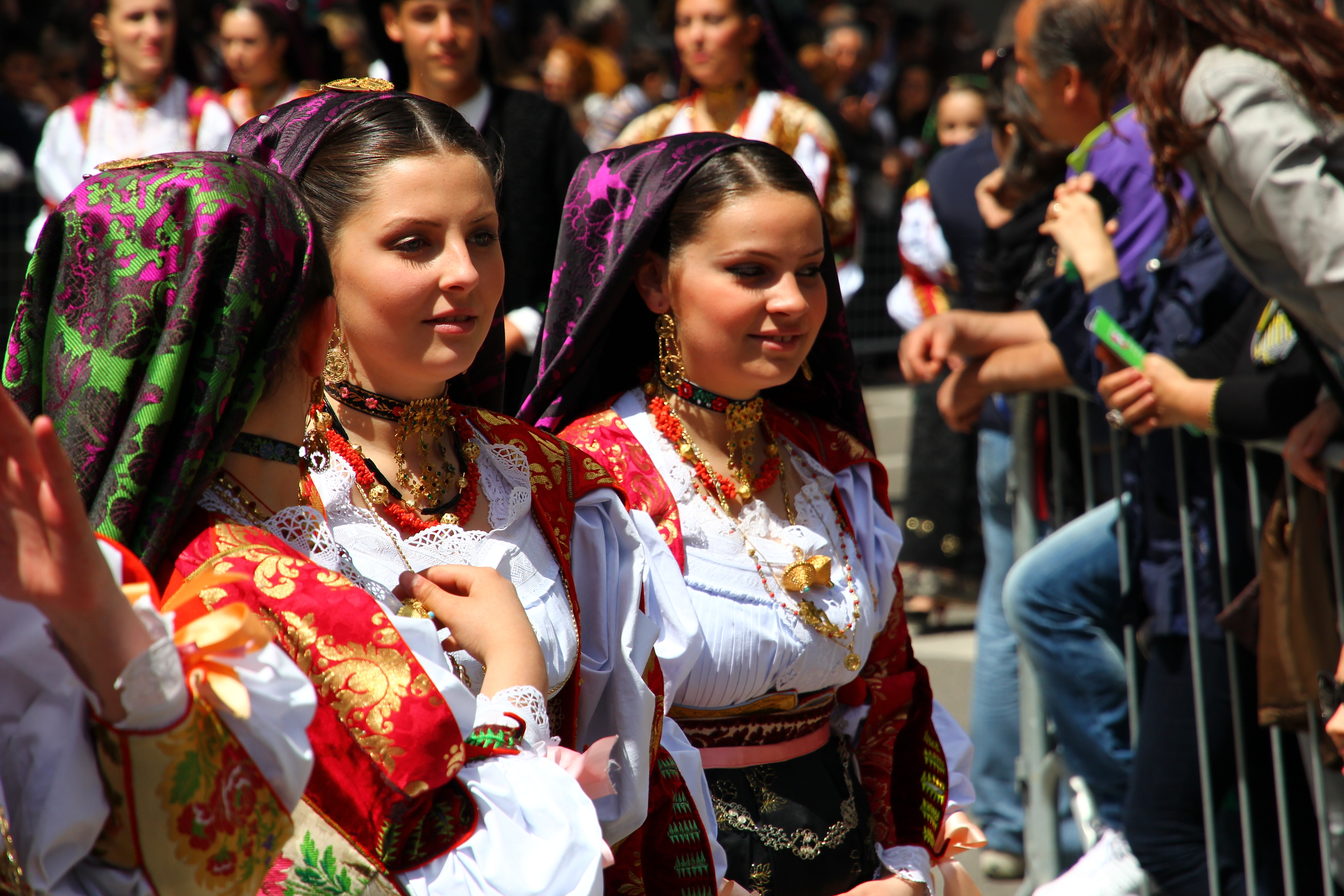
Costume tradizionale di Dorgali

## Cultura

### Istruzione
Dorgali dispone di scuole di ogni ordine e grado. L'istituto comprensivo "G. M. Gisellu" include quattro plessi di scuola dell'infanzia, tre plessi di scuola primaria, e due di scuola secondaria di primo grado distribuiti nei due centri abitati di Dorgali e Cala Gonone. A Dorgali è attiva anche una scuola dell'infanzia paritaria dedicata a "Don Basilio Meloni". Per quanto riguarda l'istruzione superiore è presente il Liceo scientifico "M. Pira". Svolge un ruolo educativo e culturale per il territorio anche la Biblioteca comunale "Giovanni Mulas" che con oltre 32.000 opere assicura il servizio di pubblica lettura alla popolazione.

## Economia
L'economia cittadina è una delle più dinamiche e vivaci della provincia di Nuoro. Fra le attività produttive principali si annoverano l'artigianato, che è vario e importante con botteghe dedite alla produzione di manufatti in legno in pelle e in ferro battuto, sviluppato anche nei settori della ceramica, della scultura, dell'oreficeria (filigrana) nella lavorazione del marmo oltre alla produzione di tappeti e coltelli.
La viticoltura, con la produzione del cannonau, l'allevamento e l'agricoltura ricoprono un ruolo importante nell'economia dorgalese.
Negli ultimi decenni si è assistito allo sviluppo della già famosa industria alimentare in particolare panifici, con la produzione di pane carasau (moddizzosu ecc.) e dolcifici (savoiardi, papassini, arantzada, essas, orullettas, ecc.), rilevante anche la produzione di olio di oliva e formaggi. Lentamente va sviluppandosi anche una zona PIP (Piano insediamenti produttivi) a tre chilometri dall'abitato.
Il turismo estivo dà un contributo fondamentale per l'economia dorgalese, grazie alla bellezza delle sue coste e alla sua frazione marina Cala Gonone, ponendo Dorgali al vertice in provincia per numero di alberghi ed esercizi complementari (B&B ecc.).

### Turismo
Il settore turistico è divenuto nel corso degli ultimi decenni il settore centrale per l'economia dorgalese legata a doppio filo con la nascita e lo sviluppo della frazione marina di Cala Gonone. Un fenomeno, quello turistico, che ha mosso i primi passi già alla fine del 1800. Con la realizzazione della galleria ideata dal La Marmora, che consentiva di raggiungere il mare. In quel periodo si era già formato il piccolo villaggio di Cala Gonone, e assieme ai commerci iniziò anche il primo turismo balneare specialmente legato a ragioni salutistiche, la spiaggia di s'Abba Meiga, infatti era frequentata d'estate dai dorgalesi e dalle famiglie che arrivavano dai paesi del nuorese affittando le camere disponibili o sistemandosi in baracche provvisorie. Risale al 1932 la costruzione del cosiddetto "Bagnetto" un molo su palafitte, uno dei primi stabilimenti della costa orientale e di quella che veniva considerata "la più attraente e la più affollata spiaggia della costa orientale” dotato di 30 cabine, di servizio ristorante e caffè e di un motoscafo che conduceva alle Grotte del Bue Marino che già erano diventate meta di diversi visitatori. A partire dal 1950 con la costruzione dei primi complessi ricettivi a Cala Gonone iniziò a delinearsi quello che sarebbe stato da lì a breve il futuro di Dorgali.
Ad oggi il fenomeno turistico coinvolge diverse attività che rendono il panorama turistico dorgalese fra i più ampi e diversificati in Sardegna. Si concentra prevalentemente nel periodo primaverile ed estivo ma con un allungamento anche alla prima parte d'autunno e si basa su un'offerta variegata. Il settore balneare occupa un ruolo di primo piano a partire dalle spiagge sino al turismo subacqueo. Le caratteristiche geologiche e orografiche del territorio del Supramonte di Dorgali e di quelli confinanti sono adatte all'escursionismo a sport come il trekking, l'arrampicata, o il free climbing oppure alle mountain bike. Il circuito ambientale e archeologico dorgalese comprende: il sito archeologico di Tiscali, il complesso nuragico di Serra Orrios, le celebri Grotte del Bue marino, l'area archeologica di Nuraghe Mannu, la Grotta di Ispinigoli, tutti luoghi di grande attrazione.

Al turismo archeologico e naturalistico si affianca quello culturale con istituzioni come l'acquario di Cala Gonone, il Museo archeologico, il Museo etno-naturalistico "Parco Museo S'Abba Frisca" in località Littu-Zorza, l'esposizione del Centro di Educazione Ambientale a Cala Gonone, l'esposizione permanente Salvatore Fancello presso il palazzo del municipio. È caratteristica la vallata agraria di Filine Oddoene, unica nel suo contesto naturalistico, che si attraversa per raggiungere la gola di Gorroppu e il canyon di Surtana che costituisce l'accesso al Supramonte di Dorgali, Orgosolo e Oliena. Da visitare il panoramico Lago di Iriai o del Cedrino diventato negli ultimi anni una meta ambita per i canoisti con diversi insediamenti di attività turistiche. Raggiungibile dalla località Iriai, Sp. 38, sono presenti, sull'isoletta de Sos Angelos, le Chiese di San Pantaleo Dottore e della Madonna degli Angeli, "Sos Anzelos", che possono essere raggiunte solo in barca, il giorno della festa dei santi (rispettivamente il 27 luglio e il 7 agosto) le barche sono condotte da volontari per il trasbordo dei fedeli.

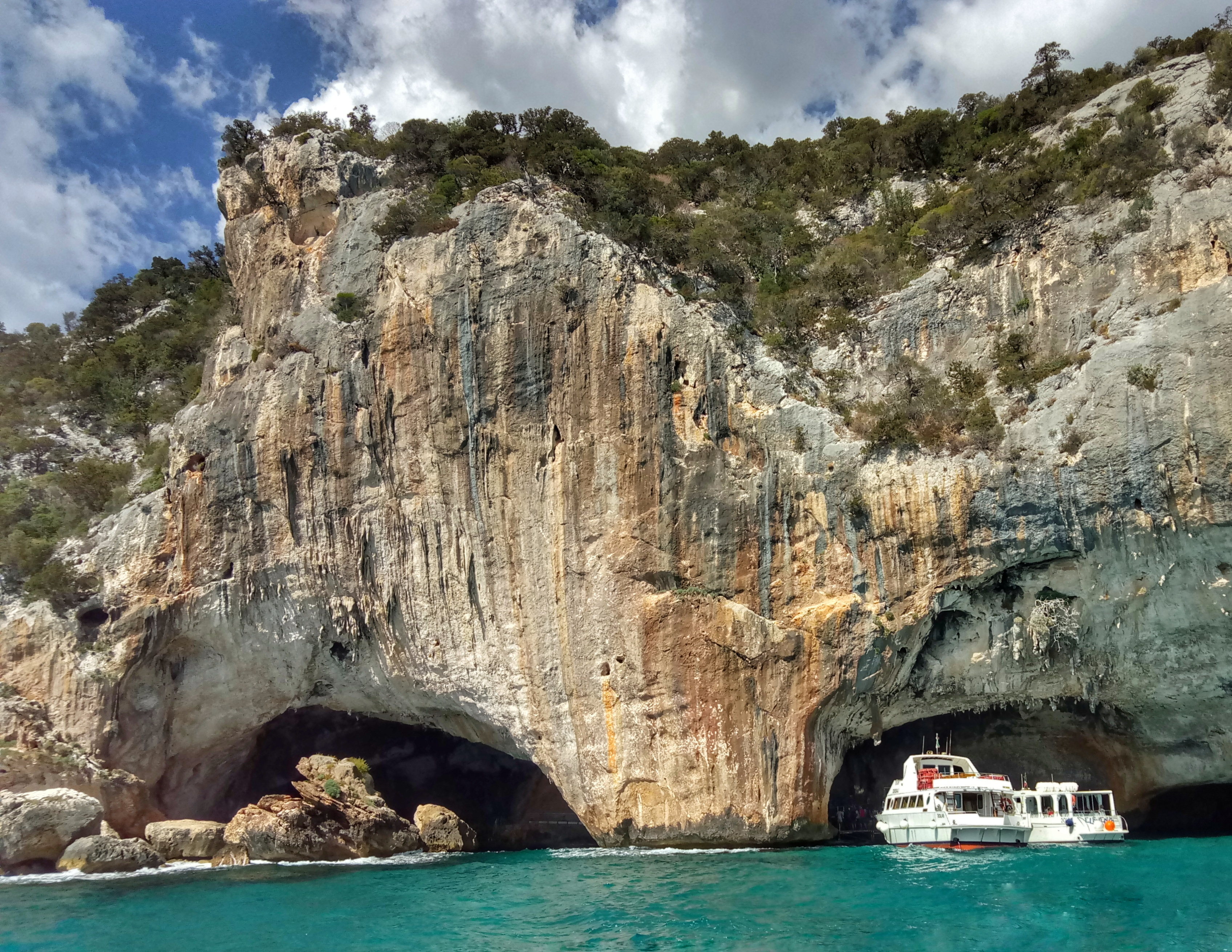
Le Grotte del Bue Marino
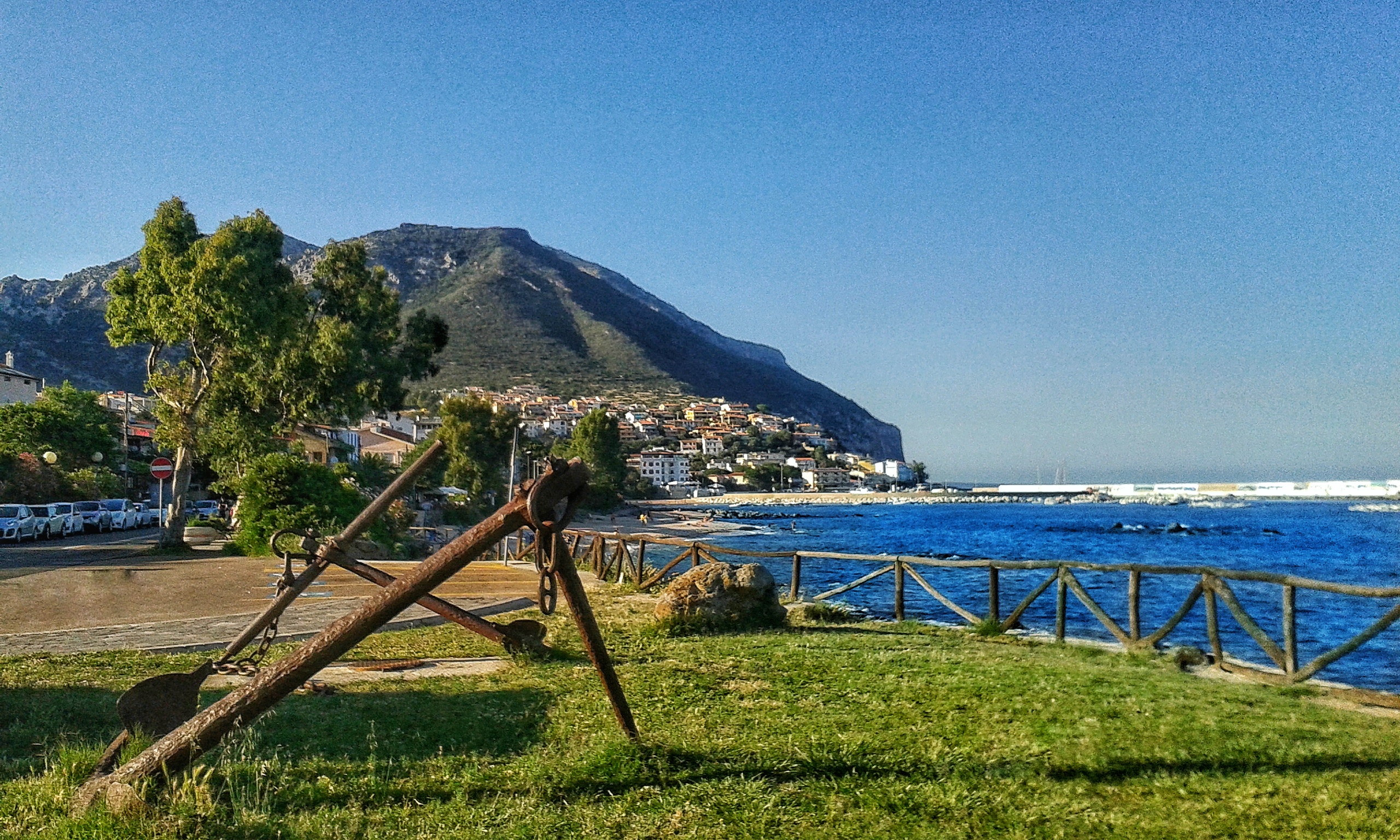
La marina di Cala Gonone

## Infrastrutture e trasporti

### Strade
La strada statale 131 Diramazione Centrale Nuorese collega Dorgali con Nuoro e gran parte della Sardegna.
La strada statale 125 Orientale Sarda percorrendo l'est dell'isola collega Dorgali con il sud della Sardegna fino a Cagliari e il nord con Olbia, attraverso la Strada provinciale 38 si unisce alla Strada statale 129 Trasversale Sarda che porta fino ad Orosei passando per Galtellì.

### Aeroporti
Nel 2014 viene inaugurata l'aviosuperficie di Dorgali nel quale possono atterrare piccoli aeromobili e ultraleggeri. Nell'aviosuperficie si trova anche una zona per l'atterraggio degli elicotteri (Zae).

## Amministrazione
| Periodo         | Periodo         | Primo cittadino             | Partito                                             | Carica  | Note   |
| --------------- | --------------- | --------------------------- | --------------------------------------------------- | ------- | ------ |
| 27 aprile 1997  | 13 maggio 2001  | Caterina Loi                | liste civiche di centro-sinistra                    | Sindaco | [ 32 ] |
| 13 maggio 2001  | 28 maggio 2006  | Mario Angelo Giovanni Carta | lista civica                                        | Sindaco | [ 33 ] |
| 28 maggio 2006  | 15 maggio 2011  | Antonio Testone             | liste civiche di centro-sinistra                    | Sindaco | [ 34 ] |
| 15 maggio 2011  | 5 giugno 2016   | Mario Angelo Giovanni Carta | lista civica "Dorgaligogone Futuro"                 | Sindaco | [ 35 ] |
| 5 giugno 2016   | 11 ottobre 2021 | Maria Itria Fancello        | Movimento 5 Stelle                                  | Sindaco | [ 36 ] |
| 11 ottobre 2021 | in carica       | Angela Testone              | "Lista civica con Angela Testone", sostenuta dal PD | Sindaco | [ 37 ] |

## Sport
A Dorgali è presente una squadra di calcio: la Polisportiva Dorgalese A.S.D., nata nel 1945, che attualmente milita nel girone C sardo di Prima Categoria. Gioca le sue partite casalinghe nello stadio comunale "Osolai".
Nel 2009 nella frazione di Cala Gonone si è ricostituita la locale squadra Cala Gonone A.S.D. che anch'essa milita nel campionato di Seconda Categoria e disputa gli incontri casalinghi nel campo sportivo "Tonino Ceselia". Sono presenti la Polisportiva "Mistral" presso cui vengono praticate e insegnate la danza moderna, l'aerobica, la ginnastica artistica, il taekwondo, il judo, la kickboxing e il soft air. Inoltre è presente una squadra di basket, la Sant'Elene Basket, che milita con la prima squadra nel campionato di promozione e gioca le sue partite nel Palazzetto dello Sport Comunale; il fiore all'occhiello della squadra è il pubblico, il più numeroso della categoria. Una realtà sportiva del paese oggi molto importante e il Tennis Club Dorgali A.S.D., associazione nata nel 1993 che ha sempre riscosso numerosi successi in molte categorie.